# Acid hipocloros
Acidul hipocloros este un acid anorganic slab, care se descompune la lumina soarelui în acid clorhidric și oxigen. Se poate obține prin reacția anhidridei hipocloroase cu apă. Săruri sale se numesc hipocloriți.